# Кьяри (коммуна)

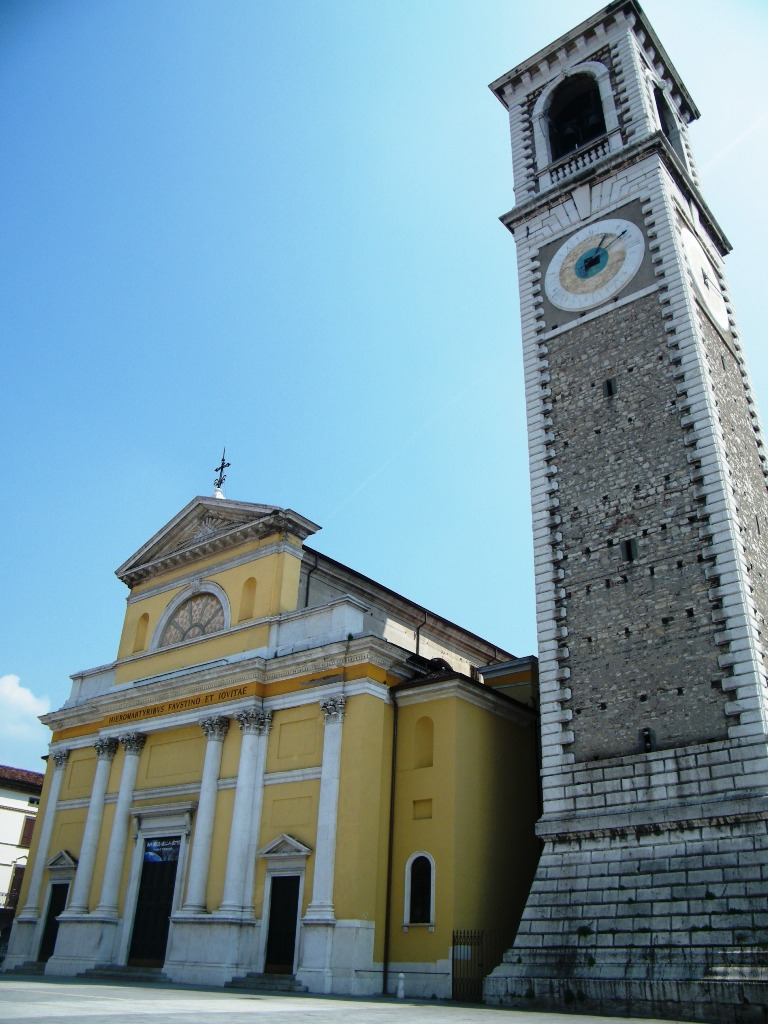
Храм свв.Фаустина и Иовиты

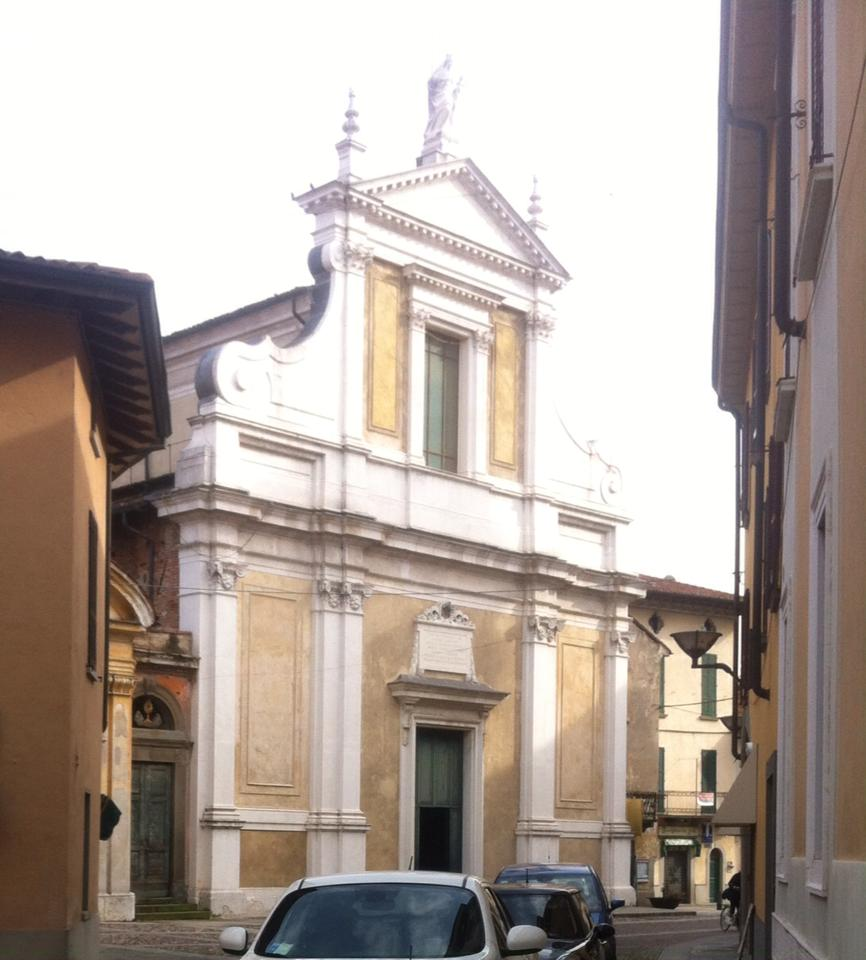
Храм Santa Maria Maggiore

Кья́ри (итал. Chiari, ломб. Ciàre) — коммуна в Италии, в провинции Брешиа области Ломбардия.
Население составляет 18 428 человек (2008 г.), плотность населения — 485 чел./км². В коммуне 7116 домохозяйств.
Занимает площадь 38 км². Почтовый индекс — 25032. Телефонный код — 00030.
Покровителями коммуны почитаются святые мученики Фаустин и Иовита, празднование 15 февраля.

## Демография
Динамика населения:

## Города-побратимы
- Вальмадрера, Италия (2009)
- Альхемеси, Испания (2014)

## Администрация коммуны
- Официальный сайт: http://www.comune.chiari.brescia.it/